# Open Bogotá
L'Open Bogotá, noto in precedenza come Seguros Bolivar Open Bogotá per motivi di sponsorizzazione, è un torneo professionistico di tennis giocato su terra rossa, che fa parte dell'ATP Challenger Tour. Inaugurato nel 2005, si gioca al Carmel Club di Bogotà in Colombia.
Nato nel 2005 come torneo Challenger, dal 2007 al 2011 si disputò anche il torneo femminile che era parte dell'ITF Women's Circuit con montepremi di 25 000 dollari. Non si giocò il torneo ITF nel 2012 e 2013, fu ripristinato nel 2014 quando si tenne l'ultima edizione, con uno speciale montepremi di 100 000 dollari più ospitalità. Quell'anno non fu disputato il Challenger maschile. Il torneo aveva avuto per diversi anni il nome Seguros Bolivar Open Bogotá legato allo sponsor, dal 2015 si giocò nuovamente il Challenger maschile e prese il nome Open Bogotá. Non si tenne tra il 2018 e il 2020 e fu ripristinato nel 2021.

## Albo d'oro

### Singolare maschile
| Anno       | Campione               | Finalista          | Punteggio        |
| ---------- | ---------------------- | ------------------ | ---------------- |
| 2025       | Patrick Kypson         | Pedro Sakamoto     | 6–1, 6–3         |
| 2024       | Facundo Mena           | Mateus Alves       | 6–4, 7–5         |
| 2023       | Thiago Agustín Tirante | Gustavo Heide      | walkover         |
| 2022       | Juan Pablo Ficovich    | Gerald Melzer      | 6–1, 6–2         |
| 2021       | Gerald Melzer          | Facundo Mena       | 6–2, 3–6, 7–6(5) |
| 2020- 2018 | Non disputato          | Non disputato      | Non disputato    |
| 2017       | Marcelo Arévalo        | Daniel Elahi Galán | 7–5, 6–4         |
| 2016       | Facundo Bagnis         | Horacio Zeballos   | 3–6, 6–3, 7–6(4) |
| 2015       | Eduardo Struvay        | Paolo Lorenzi      | 6–3, 4–6, 6–4    |
| 2014       | Non disputato          | Non disputato      | Non disputato    |
| 2013       | Víctor Estrella Burgos | Thomaz Bellucci    | 6–2, 3–0 ritiro  |
| 2012       | Alejandro Falla        | Santiago Giraldo   | 7–5, 6–3         |
| 2011       | Feliciano López        | Carlos Salamanca   | 6–4, 6–3         |
| 2010       | Robert Farah           | Carlos Salamanca   | 6–3, 2–6, 7–6(3) |
| 2009       | Marcos Daniel (2)      | Horacio Zeballos   | 4–6, 7–6(5), 6–4 |
| 2008       | Mariano Puerta         | Ricardo Hocevar    | 7–6(2), 7–5      |
| 2007       | Carlos Salamanca       | Thomaz Bellucci    | 4–6, 6–3, 6–2    |
| 2006       | Santiago Giraldo       | Bruno Echagaray    | 6–3, 1–6, 6–2    |
| 2005       | Marcos Daniel (1)      | Jean-Julien Rojer  | 6–4, 6–4         |

### Doppio maschile
| Anno       | Campioni                                      | Finalisti                                       | Punteggio                  |
| ---------- | --------------------------------------------- | ----------------------------------------------- | -------------------------- |
| 2025       | Luís Britto Zdeněk Kolář                      | Arklon Huertas del Pino Conner Huertas del Pino | 6–4, 7–6(4)                |
| 2024       | Finn Reynolds Matías Soto                     | Benjamin Lock João Lucas Reis da Silva          | 6–3, 6–4                   |
| 2023       | Renzo Olivo Thiago Agustín Tirante            | Guillermo Durán Orlando Luz                     | 7–6(6), 6–4                |
| 2022       | Nicolás Mejía Andrés Urrea                    | Ignacio Monzón Gonzalo Villanueva               | 6–3, 6–4                   |
| 2021       | Nicolás Jarry Roberto Quiroz                  | Nicolás Barrientos Alejandro Gómez              | 6(4)–7, 7–5, [10–4]        |
| 2020- 2018 | Non disputato                                 | Non disputato                                   | Non disputato              |
| 2017       | Marcelo Arévalo (2) Miguel Ángel Reyes Varela | Nikola Mektić Franko Škugor                     | 6–3, 3–6, [10–6]           |
| 2016       | Marcelo Arévalo (1) Sergio Galdós             | Ariel Behar Gonzalo Escobar                     | 6–4, 6–1                   |
| 2015       | Julio Peralta Horacio Zeballos (2)            | Nicolás Barrientos Eduardo Struvay              | 6–3, 6–4                   |
| 2014       | Non disputato                                 | Non disputato                                   | Non disputato              |
| 2013       | Juan Sebastián Cabal (2) Alejandro González   | Nicolás Barrientos Eduardo Struvay              | 6–3, 6–2                   |
| 2012       | Marcelo Demoliner Víctor Estrella Burgos      | Thomas Fabbiano Riccardo Ghedin                 | 6–4, 6–2                   |
| 2011       | Treat Conrad Huey Izak van der Merwe          | Juan Sebastián Cabal Robert Farah               | 7–6(3), 6(5)–7, [7–2] def. |
| 2010       | Juan Sebastián Cabal (1) Robert Farah         | Víctor Estrella Burgos Alejandro González       | 7–6(6), 6–4                |
| 2009       | Sebastián Prieto Horacio Zeballos (1)         | Marcos Daniel Ricardo Mello                     | 6–4, 7–5                   |
| 2008       | Xavier Malisse Carlos Salamanca               | Juan Sebastián Cabal Michael Quintero           | 6–1, 6–4                   |
| 2007       | Brian Dabul (2) Santiago González             | Pablo González Leonardo Mayer                   | 6–2, 6–2                   |
| 2006       | Daniel Garza Michael Quintero                 | Rogério Dutra da Silva Martín Vilarrubi         | 7–6(6), 6–4                |
| 2005       | Brian Dabul (1) Marcelo Melo                  | Marcos Daniel Santiago González                 | 6–4, 6–4                   |

### Singolare femminile
| Anno       | Campionessa        | Finalista                    | Punteggio        |
| ---------- | ------------------ | ---------------------------- | ---------------- |
| 2014       | Lara Arruabarrena  | Johanna Larsson              | 6–1, 6–3         |
| 2013- 2012 | Non disputato      | Non disputato                | Non disputato    |
| 2011       | Mariana Duque (2)  | María Fernanda Álvarez Terán | 7–6(6), 4–6, 6–3 |
| 2010       | Paula Ormaechea    | Julia Cohen                  | 7–5, 6–1         |
| 2009       | Marina Giral Lores | María Fernanda Álvarez Terán | 1–6, 6–4, 6–3    |
| 2008       | Mariana Duque (1)  | María Fernanda Álvarez Terán | 6–0, 6–4         |
| 2007       | Viky Núñez Fuentes | Ingrid Várgas Calvo          | 7–5, 6–2         |

### Doppio femminile
| Anno       | Campionesse                                   | Finaliste                                 | Punteggio        |
| ---------- | --------------------------------------------- | ----------------------------------------- | ---------------- |
| 2014       | Lara Arruabarrena Florencia Molinero          | Melanie Klaffner Patricia Mayr-Achleitner | 6–2, 6–0         |
| 2013- 2012 | Non disputato                                 | Non disputato                             | Non disputato    |
| 2011       | Andrea Gámiz (2) Adriana Pérez                | Julia Cohen Andrea Koch-Benvenuto         | 6–3, 6–4         |
| 2010       | Andrea Gámiz (1) Paula Ormaechea              | Mailen Auroux Karen Castiblanco           | 5–7, 6–4, [10–8] |
| 2009       | Karen Castiblanco Paula Zabala                | Maria Fernanda Alves Nicole Clerico       | 1–6, 6–1, [10–7] |
| 2008       | Mariana Duque Viky Núñez Fuentes (2)          | Mailen Auroux Nicole Clerico              | 6–3, 6–4         |
| 2007       | Gabriela Mejía Tenorio Viky Núñez Fuentes (1) | Hannah Berner Nataly Yoo                  | 6–0, 6–1         |